# 대만미국사무위원회

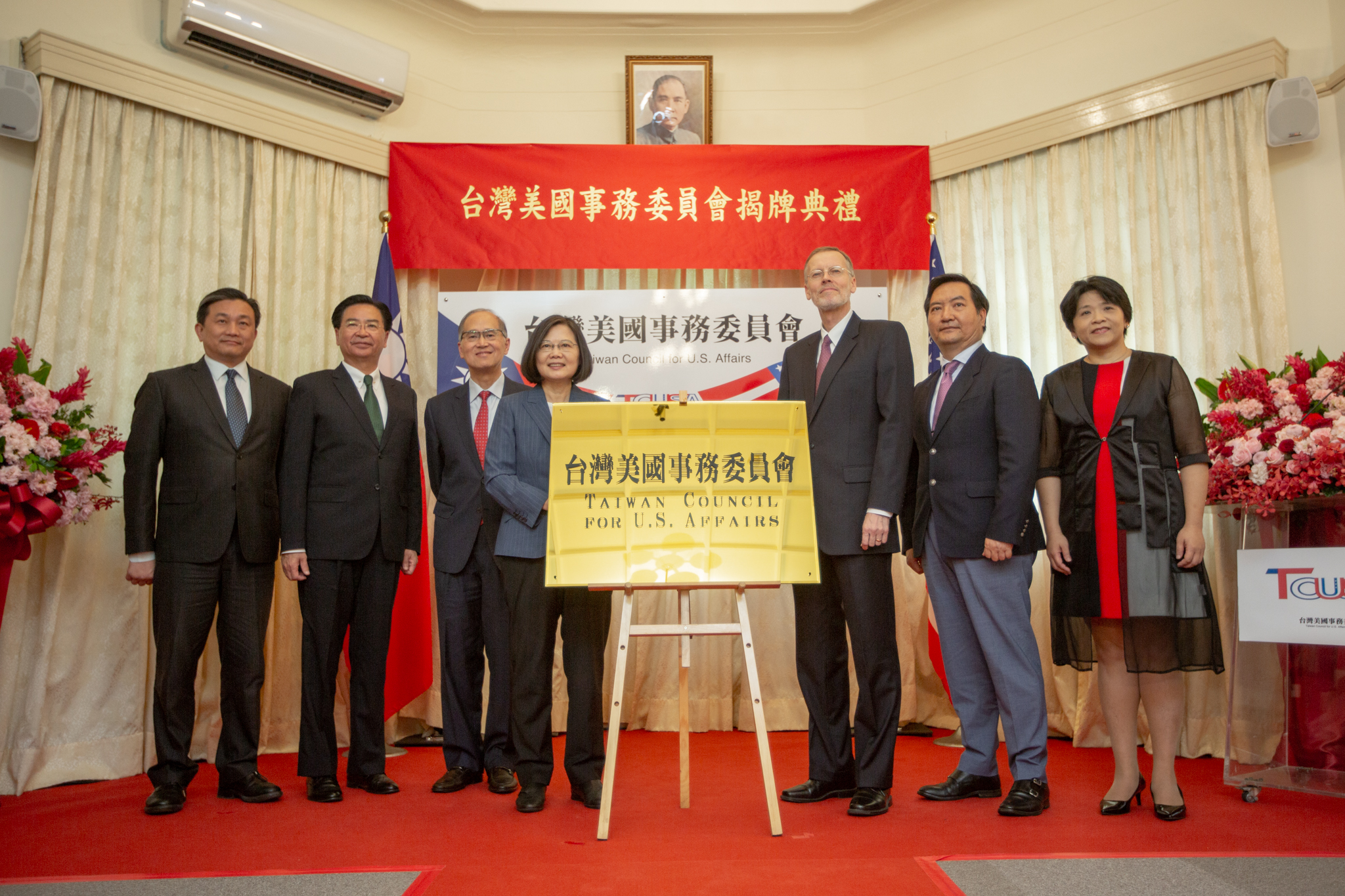
대만미국사무위원회 현판식

대만미국사무위원회 (臺灣美國事務委員會, Taiwan Council for U.S. Affairs, 약칭: TCUSA)는 미국과 중화민국 (타이완) 이 단교한 후 타이완-미 관계 조정을 위해 중화민국 행정원이 설치한 행정원 소속 위원회이다. 외교부에서 관리하고 있다. 전신 조직은 1979년 3월 1일에 창설한 북미사무조정위원회(北美事務協調委員會, Coordination Council for North American Affairs, 약칭: CCNAA). 미국 쪽에 대응 조직은 미국재대만협회(AIT)이다.
대만미국사무위원회의 미국 사무소격인 주미사무처는 주미국 타이베이 경제문화대표처(駐美國臺北經濟文化代表處)로 이름이 바뀌었다.

## 연혁
- 1979년 3월 1일: 행정원 소속으로 북미사무협조위원회(北美事務協調委員會)를 신설.[1]
- 1994년 10월 10일: 소속기관으로 주 미국 북미사무협조위원회 사무소(北美事務協調委員會駐美國辦事處)를 주 미국 타이베이 경제문화대표처(駐美國臺北經濟文化代表處)로 개칭.[2]
- 2019년 5월 25일: 대만관계법 시행 40주년과 함께 대만미국사무위원회로 개칭.[1]

## 조직
- 주임위원
- 위원 2명
- 비서장
- 부비서장 2명
- 조장 2명
- 전원 1명
- 조원 5명
- 조리원 1명, 서기 3명

## 같이 보기
- 중화민국 행정원
- 중화민국 외교부
- 타이베이 대표부
- 미국재대만협회
- 주미국 타이베이 경제문화대표처